# Ostatnia republika
Ostatnie republika (ros. Последняя республика) – książka autorstwa Wiktora Suworowa z 2000 roku. Utwór jest kontynuacją książek Lodołamacz i Dzień „M”.
Autor kontynuuje i rozwija w książce wątki z poprzednich części, w których przedstawił tezę, iż ZSRR planował atak na Europę opanowaną przez nazistowskie Niemcy, a Józef Stalin nie tylko nie prowadził polityki mającej odłożyć wojnę na późniejsze lata, a wręcz zaogniał wszelkie konflikty w Europie, by wywołały one wojnę pomiędzy europejskimi mocarstwami, która miała je osłabić na tyle, by Związek Radziecki mógł je bez problemu podbić. 
Kontynuacją tej książki są Ostatnia Defilada i Klęska.